# Scathophaga nigricans
Scathophaga nigricans är en tvåvingeart som först beskrevs av Macquart 1835.  Scathophaga nigricans ingår i släktet Scathophaga och familjen kolvflugor.
Artens utbredningsområde är Frankrike. Inga underarter finns listade i Catalogue of Life.